# 현대 HW 시리즈
현대 HW 시리즈는 현대자동차의 자회사인 현대중공업에서 생산하는 건설기계이다.

## 시리즈
- HW140
- HW160
- HW460
- HW910
- HW320
- HW100
- HW204
- HW150